# Figino Serenza
Figino Serenza és un municipi italià, situat a la regió de la Llombardia i a la província de Como. L'any 2001 tenia 4.636 habitants.